# Greatest Hits (The Offspring)
Greatest Hits is een compilatiealbum uit 2005 van de Amerikaanse punkrockband The Offspring, waarop hitsingles zijn verzameld van vijf van hun zeven studioalbums, samen met de niet eerder uitgebrachte nummers "Can't Repeat" en "Next to You", de laatste een coverversie van een The Police-nummer opgenomen als een verborgen nummer aan het einde van het album. Greatest Hits piekte op nr. 8 op de Billboard 200, met 70.000 verkochte exemplaren in de eerste week van de release, en is gecertificeerd Gold & Platinum door de Recording Industry Association of America.

## Achtergrond
"Can't Repeat" werd uitgebracht als single om het album te promoten, en piekte op nr. 9 in de Modern Rock Tracks-hitlijst van Billboard en nr. 10 in de Mainstream Rock Tracks. "Next to You" werd ook uitgebracht als single voor radiostations, met een piek op nr. 29 op mainstream rocknummers. Een maand later werd een dvd/umd-video uitgebracht, getiteld Complete Music Video Collection, als aanvulling op Greatest Hits. Het omvatte de muziekvideo's voor alle veertien nummers op Greatest Hits (met uitzondering van "Next to You", waarvoor geen video werd gefilmd), evenals vier extra nummers die als singles waren uitgebracht maar niet waren opgenomen op Greatest Hits: "The Meaning of Life" en "I Choose" van Ixnay on the Hombre, en "She's Got Issues" van Americana. Deze nummers, samen met een aantal andere die de band in de loop van hun carrière als singles had uitgebracht, waren niet zo hoog in de hitlijsten gekomen als die geselecteerd voor Greatest Hits. Op het album kwamen singles van de albums Smash, Ixnay on the Hombre, Americana, Conspiracy of One en Splinter.

## Meerdere drummers
De nummers die vanaf 1994 tot 2001 zijn opgenomen in de periode waarin Ron Welty de officiële drummer van de band was. De twee nieuwe nummers van het album, "Can't Repeat" en "Next to You", zijn opgenomen in de periode waarin Atom Willard de officiële drummer van de band was. Oorspronkelijke drummer Ron Welty had de groep begin 2003 verlaten, en sessiedrummer Josh Freese nam na zijn vertrek de drumtracks op voor het album Splinter uit 2003. Willard trad kort na de release van het album toe en verscheen met de band in de muziekvideo voor de single"(Can't Get My) Head Around You". Willard verscheen met de band in de muziekvideo "Can't Repeat" terwijl Freese de drumtracks opnam voor "Can’t Repeat". Wel nam Willard de drumtracks op voor "Next to You". Eind 2007 kondigde Willard officieel aan dat hij The Offspring zou verlaten om zich te concentreren op Angels & Airwaves. Freese nam opnieuw drumtracks op voor The Offspring voor hun album Rise and Fall, Rage and Grace uit 2008 voordat werd aangekondigd dat Willards permanente vervanger de voormalige Face to Face-drummer Pete Parada zou zijn.

## Nummers
| No. | Titel                                          | Album                           | Looptijd |
| --- | ---------------------------------------------- | ------------------------------- | -------- |
| 1.  | "Can't Repeat"                                 | Niet eerder uitgebracht         | 3:24     |
| 2.  | "Come Out and Play (Keep 'Em Separated)"       | Smash (1994)                    | 3:17     |
| 3.  | Self Esteem                                    | Smash (1994)                    | 4:17     |
| 4.  | Gotta Get Away                                 | Smash (1994)                    | 3:51     |
| 5.  | All I Want                                     | Ixnay on the Hombre (1997)      | 1:54     |
| 6.  | "Gone Away"                                    | Ixnay on the Hombre (1997)      | 4:27     |
| 7.  | Pretty Fly (for a White Guy)                   | Americana (1998)                | 3:08     |
| 8.  | Why Don't You Get a Job?                       | Americana (1998)                | 2:49     |
| 9.  | The Kids Aren't Alright                        | Americana (1998)                | 3:00     |
| 10. | "Original Prankster"                           | Conspiracy of One (2000)        | 3:41     |
| 11. | "Want You Bad"                                 | Conspiracy of One (2000)        | 3:22     |
| 12. | "Defy You"                                     | Orange County soundtrack (2001) | 3:48     |
| 13. | "Hit That"                                     | Splinter (2003)                 | 2:48     |
| 14. | "(Can't Get My) Head Around You"               | Splinter (2003)                 | 2:15     |
| 15. | "Next to You" (The Police cover; Hidden track) | Niet eerder uitgebracht         | 2:40     |

## Betrokkenen

### The Offspring
- Dexter Holland –  zang, slaggitaar
- Noodles – leadgitaar, achtergrondzang
- Greg K. – basgitaar, achtergrondzang
- Ron Welty – drums
- Atom Willard - drums op "Next to You"

### Aanvullende musici
- Josh Freese – drums (1, 13-14)
- Jason "Blackball" McLean – aanvullende zang op "Come Out and Play"
- Higgins X-13 – achtergrondzang, aanvullende op Pretty Fly (For a White Guy)
- Redman – aanvullende zang op "Original Prankster"
- Ronnie King – keyboards op "Hit That"
- Nika Frost & Heidi Villagran – aanvullende zang op "Pretty Fly (For a White Guy)"
- Davey Havok, Jack Grisham & Jim Lindberg - achtergrondzang op "Pretty Fly (For a White Guy)"
- Gabe McNair en Phil Jordan – hoorn op "Why Don't You Get a Job?"
- Derrick Davis – fluit op "Why Don't You Get a Job?"